# اصطحاب الدراجات

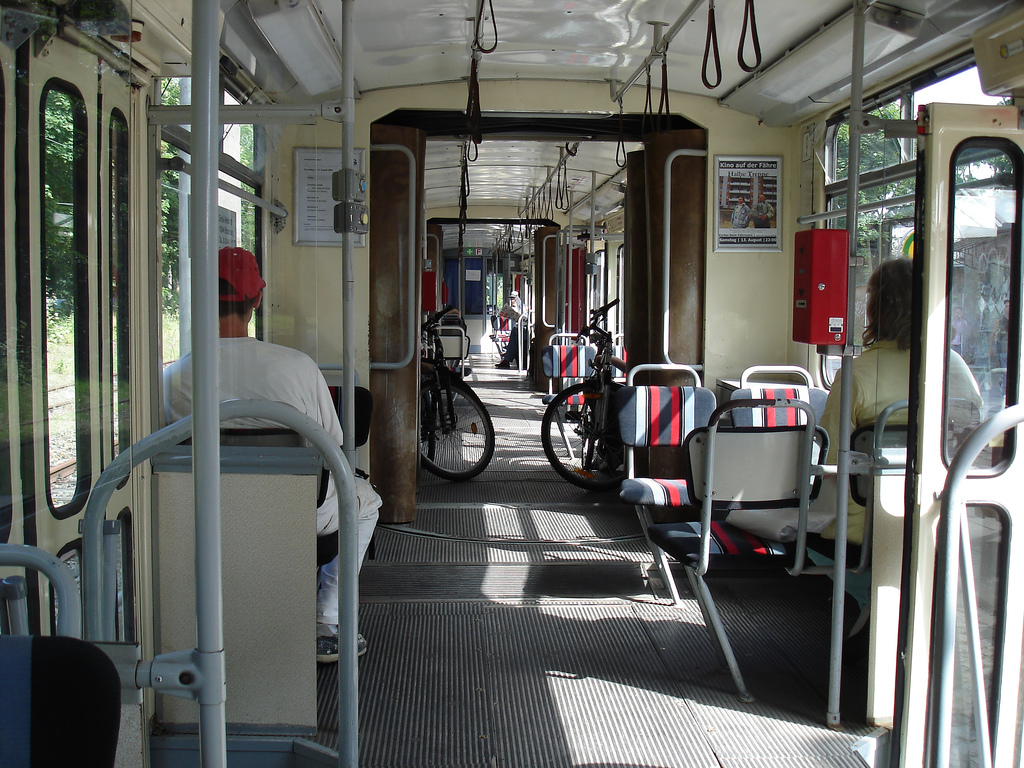
اصطحاب دراجتين في قطار الشارع

اصطحاب الدراجات أو نقل الدراجات يعني نقل دراجة هوائية غير معبأة كما تنقل الأمتعة المصطحبة في وسائل النقل العام. وإذا توافرت مركبة خاصة لهذا الغرض، فتُسمى عربة الدراجات.